# Lezoux
Lezoux is een gemeente in het Franse departement Puy-de-Dôme in de regio Auvergne-Rhône-Alpes. De plaats maakt deel uit van het arrondissement Thiers. Lezoux telde op 1 januari 2022 6.468 inwoners.
In de Gallo-Romeinse periode was hier een groot productiecentrum van terra sigillata.

## Geografie
De oppervlakte van Lezoux bedroeg op 1 januari 2022 34,69 vierkante kilometer; de bevolkingsdichtheid was toen 186,5 inwoners per km².

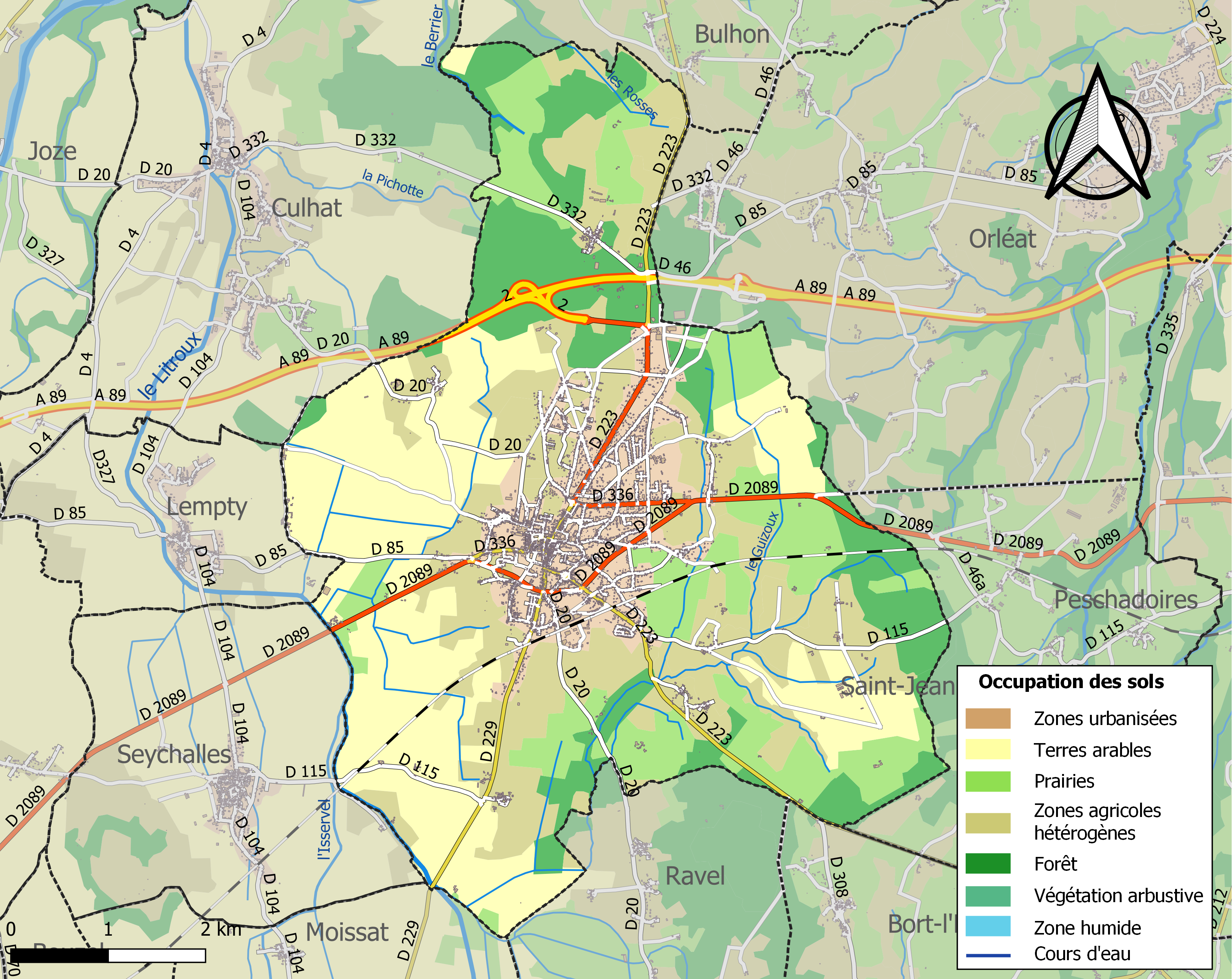
Kaart van de gemeente met belangrijkste infrastructuur, bodemgebruik en omliggende gemeenten

## Demografie
Onderstaande figuur toont het verloop van het inwonertal (bron: INSEE-tellingen).

## Verkeer en vervoer
In de gemeente ligt spoorwegstation Lezoux.

## Partnergemeenten
Lezoux is bevriend met de volgende drie partnergemeenten:
- Grebenstein (Duitsland)
- Sarsina (Italië)
- Lopik (Nederland)